# Marmosops fuscatus
Marmosops fuscatus is een zoogdier uit de familie van de Opossums (Didelphidae). De wetenschappelijke naam van de soort werd voor het eerst geldig gepubliceerd door Thomas in 1896.

## Voorkomen
De soort komt voor in noordelijk Venezuela. De populaties in Colombia worden nu tot Marmosops caucae gerekend en die op Trinidad tot Marmosops carri.